# زنبق وروبیوف
زنبق وروبیوف (نام علمی: Iris vorobievii) نام یک گونه از سرده زنبق است.